# SV Biemenhorst
Der SV Biemenhorst (offiziell: Sportverein Biemenhorst 1926 e. V.) ist ein Sportverein aus dem südlichen Bocholter Stadtteil Biemenhorst. Die erste Fußballmannschaft der Männer stieg 2024 in die Oberliga Niederrhein auf.

## Geschichte
Der Verein wurde im Jahre 1926 gegründet und die Herrenfußballmannschaft spielte jahrzehntelang auf Kreisebene. Erst in den 2010er Jahren begann der sportliche Aufschwung, als die Biemenhorster im Jahre 2018 in die Bezirksliga aufstiegen. Vier Jahre später wurde die Mannschaft dort Vizemeister hinter den Sportfreunden Lowick, bevor die Biemenhorster in der Saison 2022/23 als Meister den Aufstieg in die Landesliga Niederrhein schafften. Dort wurde die Mannschaft in der folgenden Saison Vizemeister der Staffel 2 hinter den Sportfreunden Niederwenigern. Da in der Staffel 1 die nicht aufstiegsberechtigte zweite Mannschaft des VfB Hilden Vizemeister wurde, stieg der SV Biemenhorst in die Oberliga Niederrhein auf.

## Erfolge
- Aufstieg in die Oberliga Niederrhein: 2024
- Aufstieg in die Landesliga Niederrhein: 2023
- Aufstieg in die Bezirksliga: 2018
- Aufstieg in die Kreisliga A: 2013

## Persönlichkeiten
- Maurice Exslager
- Pascal Testroet
- Uwe Vengels
- Felix Wienand

## Andere Abteilungen
Neben Fußball bietet der Verein seinen Mitgliedern auch eine Tennisabteilung sowie diverse Breitensportangebote wie Tischtennis oder Darts.